# Christian Heinrich Friedrich Peters
För andra personer med samma namn, se Christian Peters.
Christian Heinrich Friedrich Peters, född 19 september 1813, död 18 juli 1890, var en tysk(dansk)-amerikansk astronom och en av de första att upptäcka asteroider.
Han föddes i Schleswig-Holstein i dåvarande Danmark, senare Tyskland, och studerade under Carl Friedrich Gauss. År 1838 kom han som geodet till Sicilien och blev chef för trianguleringsarbetet. 1848 blev Peters på grund av sina sympatier för det då utbrutna upproret utvisad men stannade kvar och deltog i upprorsrörelsen. Efter Palermos fall måste han fly ur landet. År 1854 begav han sig till USA, där han blev chef för observatoriet i Clinton. Peters är känd för sina upptäckter av asteroider och småplaneter.
Han talade många språk och bodde en tid i dåvarande Osmanska riket. Peters arbetade på Hamilton College i Clinton, Oneida County, New York, och var känd för upptäckter av asteroider, totalt 48 stycken, med början i 72 Feronia. Han upptäckte även den periodiska kometen 80P/Peters-Hartley samt ett antal nebulosor och galaxer.
Asteroiden 100007 Peters är uppkallad efter honom.

## Asteroider upptäckta av Christian Heinrich Friedrich Peters
| 72 Feronia    | 29 maj 1861       |
| 75 Eurydike   | 22 september 1862 |
| 77 Frigga     | 12 november 1862  |
| 85 Io         | 19 september 1865 |
| 88 Thisbe     | 15 juni 1866      |
| 92 Undina     | 7 juli 1867       |
| 98 Ianthe     | 18 april 1868     |
| 102 Miriam    | 22 augusti 1868   |
| 109 Felicitas | 9 oktober 1869    |
| 111 Ate       | 14 augusti 1870   |
| 112 Iphigenia | 19 september 1870 |
| 114 Kassandra | 23 juli 1871      |
| 116 Sirona    | 8 september 1871  |
| 122 Gerda     | 31 juli 1872      |
| 123 Brunhild  | 31 juli 1872      |
| 124 Alkeste   | 23 augusti 1872   |
| 129 Antigone  | 5 februari 1873   |
| 130 Elektra   | 17 februari 1873  |
| 131 Vala      | 24 maj 1873       |
| 135 Hertha    | 18 februari 1874  |

| 144 Vibilia   | 3 juni 1875       |
| 145 Adeona    | 3 juni 1875       |
| 160 Una       | 20 februari 1876  |
| 165 Loreley   | 9 augusti 1876    |
| 166 Rhodope   | 15 augusti 1876   |
| 167 Urda      | 28 augusti 1876   |
| 176 Iduna     | 14 oktober 1877   |
| 185 Eunike    | 1 mars 1878       |
| 188 Menippe   | 18 juni 1878      |
| 189 Phthia    | 9 september 1878  |
| 190 Ismene    | 22 september 1878 |
| 191 Kolga     | 30 september 1878 |
| 194 Prokne    | 21 mars 1879      |
| 196 Philomela | 14 maj 1879       |
| 199 Byblis    | 9 juli 1879       |
| 200 Dynamene  | 27 juli 1879      |
| 202 Chryseïs  | 11 september 1879 |
| 203 Pompeja   | 25 september 1879 |
| 206 Hersilia  | 13 oktober 1879   |
| 209 Dido      | 22 oktober 1879   |

| 213 Lilaea   | 16 februari 1880 |
| 234 Barbara  | 12 augusti 1883  |
| 249 Ilse     | 16 augusti 1885  |
| 259 Aletheia | 28 juni 1886     |
| 261 Prymno   | 31 oktober 1886  |
| 264 Libussa  | 22 december 1886 |
| 270 Anahita  | 8 oktober 1887   |
| 287 Nephthys | 25 augusti 1889  |